# Аникин, Василий Аникич
Васи́лий Ани́кич Ани́кин (10 мая 1897, Коротково, Помарская волость, Чебоксарский уезд, Казанская губерния, Российская империя — 3 сентября 1980, Коротково, Волжский район, Марийская АССР, РСФСР, СССР) — марийский советский педагог, общественный деятель. Директор, завуч Обшиярской школы Волжского района Марийской АССР (1937—1941, 1946—1957). Заслуженный учитель школы РСФСР (1946). Участник Великой Отечественной войны. Член ВКП(б) с 1925 года.

## Биография
Родился 10 мая 1897 года в дер. Коротково ныне Волжского района Марий Эл в многодетной семье зажиточных крестьян, занимавшихся пчеловодством и земледелием.
В 1916 году окончил Казанскую духовную семинарию, в 1918 году — Центральную Черемисскую школу, по окончании которой стал учителем в Сотнурской школе Царевококшайского уезда Казанской губернии вместе с основоположником марийской литературы С. Чавайном. В 1918 году организовал в с. Карамасы Сотнурской волости Царевококшайского уезда сельское общество. В 1925 году вернулся в родную деревню, стал членом ВКП(б). Начал работать учителем Обшиярской начальной школы Звениговского кантона Марийской автономной области, в 1937—1941 годах — учителем истории, директором Обшиярской школы Волжского района Марийской АССР. В 1930-х годах руководил Мушмаринской лесотехнической школой Звениговского района МАССР.
В 1942 году призван в РККА. Участник Великой Отечественной войны: рядовой, в 1943 году тяжело ранен на Курской дуге, в 1944 году комиссован.
После войны вплоть до выхода на заслуженный отдых в 1957 году снова был учителем истории, завучем Обшиярской школы Волжского района Марийской АССР.
За заслуги в области народного образования в 1946 году ему было присвоено почётное звание «Заслуженный учитель школы РСФСР». Также он награждён орденами Трудового Красного Знамени и Красной Звезды.
Скончался 3 сентября 1980 года. Похоронен на Яльчикском кладбище Волжского района Марий Эл.

## Награды и звания
- Орден Трудового Красного Знамени (1949)[2][3][4]
- Орден Красной Звезды (1946)[2][3][4]
- Медаль «За Победу над Германией в Великой Отечественной войне 1941—1945 гг.»
- Медаль «За доблестный труд. В ознаменование 100-летия со дня рождения Владимира Ильича Ленина»
- Почётная грамота Президиума Верховного Совета Марийской АССР (1946)[2][3][4]
- Заслуженный учитель школы РСФСР (1946)[2][3][4]